# Александровка (Азнакаевский район)
Алекса́ндровка (тат. Александровка) — деревня в Азнакаевском районе Республики Татарстан Российской Федерации. Входит в состав Микулинского сельского поселения.

## Название
Топоним произошел от антропонима «Александр».

## География
Деревня расположена в верховье реки Ямашка, в 25,5 км (30,5 км по автодорогам) к юго-западу от города Азнакаево и в 3 км (4 км по автодорогам) к северо-северо-западу от центра сельсовета, села Микулино, у границы с Бугульминским районом.

## История
Топоним произошёл от антропонима Александр.
В «Списке населенных мест Российской империи», изданном в 1864 году, населённый пункт упомянут как владельческая деревня Александровка 1-го стана Бугульминского уезда Самарской губернии, при ключе, расположенное в 24 верстах от уездного города Бугульма. В деревне насчитывалось 22 двора и 193 жителя (88 мужчин и 105 женщин).
В 1889 году в деревне Микулинской волости имелось 10 дворов, 62 жителя, имения действительного статского советника А. Н. Аксакова, мещанина Александрова и дворянина Витковского, жили мещане. По переписи 1897 года — 17 дворов и 99 жителей (46 мужчин и 53 женщины) мещан (русские, православные). Деревне принадлежало 409 десятин удобной земли, арендованной у Северьяновой. В 1910 году показан 21 двор и 111 жителей (52 мужчины, 59 женщин).
С 10 августа 1930 года — в составе Павловского сельсовета Бугульминского района, проживали русские. В 1948 году — также в Павловском сельсовете.

## Население
По переписи 2010 года в деревне проживало 14 человек (8 мужчин, 6 женщин).
В 2002 году — 21 человек (11 мужчин, 10 женщин), татары (52 %) и русские (38 %).
| 1859 | 1889 | 1897 | 1910 | 1920 | 1926 | 1938 | 1948 | 1958 | 1970 | 1979 | 2002 | 2010 |
| ---- | ---- | ---- | ---- | ---- | ---- | ---- | ---- | ---- | ---- | ---- | ---- | ---- |
| 193  | 62   | 99   | 111  | 53   | 92   | 91   | 112  | 60   | 29   | 20   | 21   | 14   |

## Инфраструктура
Неподалёку находится кладбище.